# Поінформований маркетинг
Поінформований маркетинг, освічений маркетинг (англ. Enlightened Marketing) — філософія маркетингу, яка полягає в тому, що маркетинг компанії має підтримувати оптимальне функціонування системи збуту продукції в довгостроковій перспективі з її п’ятьма принципами: 
- орієнтація на споживача,
- орієнтація на інновації,
- підвищення ціннісної значущості товару,
- усвідомлення місії і
- соціальна етика маркетингу.

Маркетинг, орієнтований на споживача — принцип, згідно з яким компанія має вести свою маркетингову діяльність і організовувати її з погляду споживача.
Інноваційний маркетинг — принцип, згідно з яким компанія має постійно вносити реальні поліпшення в свою продукцію і маркетинг.
Маркетинг ціннісних переваг — принцип, відповідно до якого компанія має вкладати велику частину своїх ресурсів у підвищення ціннісної значущості товару.
Маркетинг з усвідомленням своєї місії — принцип, відповідно до якого компанія має визначити свою місію не у вузьких виробничих поняттях, а в широкому соціальному значенні.
Соціально-етичний маркетинг — принцип поінформованого маркетингу, відповідно до якого компанія має ухвалювати рішення у сфері маркетингу з урахуванням бажань споживачів, вимог компанії, довгострокових інтересів споживачів і довгострокових інтересів суспільства загалом.